# Langues ngbaka
Pour les articles homonymes, voir Ngbaka.
Les langues ngbaka, aussi appelées langues mundu-baka, sont un groupe des langues oubanguiennes parlées par plus de 400 000 personnes en Afrique centrale, principalement en République centrafricaine, République démocratique du Congo, mais aussi au République du Congo, au Cameroun et au Soudan. Le ngbaka ma’bo et la mayogo sont les langues ngbakas les plus largement parlées, mais malgré le nom du groupe, le ngbaka minangende et le ngbaka manza ne sont pas regroupées avec ses langues mais avec les langues gbaya.

## Langues
Benedikt Winkhart classifie les langues mundu-baka de la façon suivantes :
- langues mundu-baka occidentales
  - langues mayogo-bangba
    - mayogo
    - bangba

  - mundu
- langues mundu-baka orientales
  - baka, ngundi, ganzi, massa, ngombe
  - langues River occidentales
    - mbaka/bwaka (ngbaka ma’bo, gilima)
    - gbanzili (gbanziri–buraka)
    - monzombo (monzombo, kpala–yango)

## Lexique
Lexique des langues ngbaka selon Moñino (1988):
| Français           | Ngbaka maʼbo       | Gbanzili       | Monzombo            | ʼBaka              | Mayogo            | Mundu        |
| ------------------ | ------------------ | -------------- | ------------------- | ------------------ | ----------------- | ------------ |
| abeille            | nzóì               | nzî            | ɓíɓá                | tōngìà; pɔ̀kì; tūlì | wɔ̄                | jíà-ó        |
| acide (vb.)        | kpɔ̀                | kpɔ̄            | kpɔ̄                 |                    | njɛ́ngɛ̀nɛ̀          | ɓíjóà        |
| aile               | ɓākā; nzò-mbànà    | mbūndà; bɛ̀     | mbālā               | mbúndà             | mbúɗà yèɗú        | láká         |
| aller              | nō̰; pā             | gɔ̄             | nō̰; pā              | gɔ̄                 | nánú              | nónò         |
| amer (vb.)         |                    | sō             | sō                  | sòsō               |                   | ɓíjóà        |
| animal             | sɔ́                 | sɔ́             | sɔ́                  | sɔ̄                 | nú                | gbá          |
| année              | ngó; mò-kpé        | mò-kpé         | ngó; nzémbà         | yākā               | kālāngā           | rrɛ́          |
| appeler            | ʔē                 | ʔē             | yē                  | ʔē                 | nàí               | ʔə́ʔə̀         |
| arbre              | náā                | ló             | ná                  | lō                 | ndùlá             | rró          |
| attacher, lier     |                    |                |                     |                    | nǎgbìtɛ́           | ʔíʔì         |
| blanc              | mbú                | mbú-mbū        | písí                | ɓūɓà               | bú                | ngbɛ́ɗɛ̀       |
| boire              | nzō                | nzō            | nzō                 | njō                | nǎnjə́             | njónjò       |
| bon (être)         | zōkò               | zōò            | zúkò                |                    |                   | gbɛ́          |
| bouche             | mò                 | mò             | mò                  | mò                 | bú                | kɔ́-mò        |
| bras               |                    | bɛ̄             |                     | bɛ̄; kpā            | kpɛ̀lɛ̀             |              |
| brouillard         | kùtú               | kùtū           | tùtú                | sángú              | ndîndí            | sǎngù        |
| brûler (intr.)     | zūlù               | sì             | zūlù                | sɛ̄kɛ̀               | cí                | cî           |
| brûler (trans.)    | zūlù               | wūà; zūà       | zūlù                | dɛ̀; tūmbà          | cúlù              | cúcūrrù      |
| ceci               | nɛ̀                 | nēè            | nì                  | kɛ̀ ~ kɛ̀ō           | ndɛ́               |              |
| cela               | lɔ́                 |                |                     | kɔ̀                 | ndɛ́ʼàhɔ́           |              |
| ce en question     | ʔàɓō               | ʔi̋yɛ̀           |                     | kɛ̀                 |                   |              |
| cendres            | sùí                | mbé            | sùí                 | mbē                | mbí               | mbí          |
| champ              | gbíē               | gbíē           | gbíē                | gbíē               | jí                | yé           |
| charbon            | pīndī-wùà          | mbī            | píndí wà            | mbīlì              | njɛ́kɛ̀dɛ̀ júà       | njèkèlɛ́ wà   |
| chaud              | wùà                |                |                     | ɓèlāà; wà          | wà                |              |
| chauffer           | līkì               | lūā            | wà                  | lōà                |                   |              |
| chemin             | kpàzḛ̄              | kpàzḛ̄          | kpàzē               | kpàjē              | kpàjé             | kàjé         |
| chèvre             | bɛ́lɛ̄               | bɛ́             | bɛ́lɛ̄                | bɛ́lɛ́               | mɛ̌mɛ́              | mɛ́mɛ́         |
| chien              | bɔ́nɔ̰̄               | bó̰             | ndàngé              | bóló               | bǒló              | bóró         |
| chose              | yàá                | ʔèé            | míná                | ʔèē                | ɛ̌                 | ɛ́ / wòɛ́      |
| cinq               | ʔévè ~ vè          | vūè ~ wūè      | vūè                 | pūè                | būlūvūē           | ɓúrùvɛ́       |
| cœur               | ngbɔ́kù             | búmā           | ngbāɓɛ̀; lē-tɛ́       | búmá               | bʰúà              | màgúmà       |
| colline/termitière | tà                 | tà             | tà                  |                    | tà                | ta           |
| compter            | vōtò               |                | zūwò                | tāngà              | kɔ́                | má ngbòtángù |
| connaître          | hḭ̀                 | nì             | ɲì                  | ɲì                 | mbílà             | wúwù         |
| corde              | kú                 | kú             | kú                  | kū                 | kpú               | kú           |
| corne              | dì                 | dì ~ ɗi̋dì      | dì                  | dì                 | dìdí              | dì           |
| cou/gorge          | ngɔ̀lɔ̀              |                | ngɔ̀                 | ngɔ̀                | ngūlū             | ngɔ̄rò        |
| couper (couteau)   | kɔ̄lɔ̀; pì; pā̈là     | kɔ̄nɔ̀; pī       | pālà; dɛ̄            | kɔ̄nɔ̀               | kɔ́dɔ̀              |              |
| couper (hache)     | dɛ̄                 | wōlò; dɛ̄       | sīnà                | dɛ̄                 | dɛ́-ndūlā          | dɛ́dɛ́         |
| cracher            | tɔ̰̄ ngɔ́sō̰           | tò̰ ngősō̰       | zè ngísɔ̰̄            | bāà ngúsó          | kú                | só ngòsò     |
| creuser            | zē                 | zē             | zē; wānà            | jē                 | jēdū              | jî           |
| cuire              | nzū                | nzū            | nzā                 | lē ~ lōà           | lú                | mɛ́rɛ̀         |
| cuisse             | kū                 | kū             | kū                  | kū                 | kú                | kú           |
| cul, fondement     | gítā               | kátā; kőkó     | kpátā               | kátá               | kɔ̄tá; tàbú        | mú           |
| cultiver           | lū                 | lū             | kpà                 | lū                 |                   |              |
| danser             | nɔ̄                 | nɔ̄             | nɔ̄; kè              | nɔ̄ bè              |                   |              |
| debout (être)      | lò                 | ʔì-só          | lō kótó             | wòsōlō             | ló bólà           | rrórrò       |
| dent               | tḛ̄                 | tḛ̄             | tɛ́- ~ té            | tɛ̄                 | tɛ́                | tɛ́           |
| deux               | ɓīsì               | ɓīsì           | ɓīsì                | bídē               | ɓísī              | gbásù        |
| dire               | dì; kò             | sō; wē         | dī                  | ngōmà              | pa                | mámálà       |
| donner             | hā                 | tɛ̄             | zā                  | tɔ̄                 | hā                | tɔ̂           |
| dormir             | là lā              | là lā          | là lā               | là                 | lá                | rrárrá       |
| droite (à)         | kɔ̄-kpā̰             | kɔ̄-kpā̰         | kɔ̄-kpā              | mɔ̄kɔ̄-kpā-bō        | kɔ̀-kpá            |              |
| eau                | ngó                | ngó            | ngó                 | ngó                | ngú               | ngó          |
| écorce             | kūkpē              | kūkpē          | kūkpē               | kpē; kūkpē         | kɔ́-ndù-lá         | kɔ̀nɔ̀-        |
| éléphant           | yìà                | yà             | yìà                 | yà                 | yá                | yà           |
| enfant             | lɛ̀; là             | lɛ̀; píɛ̀        | lɛ̀                  | lɛ̀                 | ndílī             | āmbārásè     |
| enfanter           | zū                 | zū             | zū                  | jū                 | zù                | tôbú         |
| enfler             | ʔū; sī; ɓō         | lì; sī; ʔū     | mbālà               | bīmbà              | ʔú                | ʔúʔù         |
| entendre           | zḛ̄kḛ̀               | zḛ̀             | zɛ̄kɛ̀                | jɛ̀                 | jɛ̀                | jɛ́jɛ̀         |
| envoyer            | tīmà               | gbà; tīmà      | tīmà                | tīà; kīndà; sɔ̄     | tímā              | títìmà       |
| épine              | tì                 | tì             | tí                  | tì                 | tí                | tì           |
| étoile             | ndóngò             | pa̋mè ~ pa̋mɛ̀    | tóngò               | ngɛ́lɛ̀mù            | íkùpálà           | kòfárà       |
| étranger           | wà-yēlè            | wà-yēè         | ʔà-yélè             | yēlè               | gànzí-kpálà       | gànjí-kpárà  |
| excréments         | dípā               | di̋wā           | dípā                | dípá               | dípà              | gífà         |
| façonner (pot)     | pɔ̄ nɔ̰̄              | pɔ̄             |                     | pɔ̀                 |                   |              |
| fagot              | náā-wùà            | wà             | ná-wà               | wà                 |                   |              |
| faim               | gɔ̀mò̰               | gō̰mò̰           | nzàlà               | pòtē               | gǒmu              | tálà         |
| farine             | nzúlù              | ndú            | nzúlù               | mòpùsɛ̀             | mbú; fùfú; bùgálì | zú           |
| femme              | wōlō-sɛ̀            | wō-sɛ̀          | wōlō-bò             | wósɛ̀               | ūlū / wàlá        | òrɔ́sè        |
| fer                | kátá               | ká             | ngbɔ́-kálā           | ngōnjɔ̀             | kàlásè            | sɛ́           |
| feu                | wùà                | wà             | wà                  | wà                 | júà               | wà           |
| feuille            | kpáā               | kpá            | kpá                 | kpā                | kpálá             | kpá          |
| filet              | yìò                | yò             |                     | yò                 | nádɔ̀              | pèá          |
| finir              | nzīà               | nzāà ~ nzīà    | nzà                 | mbɛ̀                |                   |              |
| flèche             | mbá̰nzà̰             | mba̰̋nzà̰         | kpílì               | mbánjī             | jí                | gbànjá       |
| foie               | kɔ́ndɛ̀              | ngɛ́ndɛ̀         | búmā                | ngɛ́ndɛ̀             | mbú               | rrí          |
| forger             | gbɔ̄ bɔ̄lɔ̄           | gbɔ̀ bɔ̄         | gbɔ̄ ndàò            | gbɔ̄ kùɓà           | tītī              |              |
| frapper, battre    | gbɔ̄; bɛ̄            | gbɔ̄            | gbɔ̄                 | gbɔ̄                | gbí; sú           | mímì         |
| froid              |                    |                | dì; píò             | jīò                | zǐnì              | zò           |
| fructifier         | lē                 | lē             | lē                  | lē                 |                   |              |
| fumée              | ngúà               | ngűà           | ngúlì               | ngūà               | ngúà              | ngúà         |
| gauche (à)         | gàlè               | kɛ̄ndɛ̄; gàlè    | gàlè                | kɛ̄ndɛ̄              | gálì              |              |
| genou              | nzò-gbèlè          | nzò-gbē        | nzò-gbēlè; nzò-ɓōlò | njòngbē            | lēpōkū            | njù-gútà     |
| graisse/huile      | mó̰                 | mó̰             | mɔ́                  | mítà               |                   | mó           |
| grand              | lō; gā; ngbí; gbé  | gā             | gā; ngbí ~ ngbé     | ngbē               | ngbɛ́              | mɛ́mɛ́rɛ̀       |
| gratter (se)       | kpākà              |                | kpākà               | kpākpà             | kpákàlà           | rrórrókò     |
| griller            |                    | ʔɔ̄ɔ̀            |                     |                    | ʔɔ́lɔ̀              | sósò         |
| guerre             | gó̰                 | gó̰             | gɔ́                  | gō                 | gū                | gó           |
| herbe              | ndí; nzákánì       | wű             | gūsū                | wúlú               | úlù               | kpá          |
| homme              | mɔ̄kɔ̄-sɛ̀            | mɔ̋-sɛ̀          | mɔ́kɔ̄-bò             | mɔ́kɔ́sɛ̀             | ɓɔ̂kɔ̀ / ɛ̀kɔ́        | kpárà        |
| hyène              | ɓɔ̀ngɔ́              |                | ɓɔ̀ngɔ́; kpángò       | ʔèbòō              | bogbò             |              |
| il                 | ʔé                 | ʔe̋             | ʔá                  | ʔé                 | nù                | ngù          |
| ils                | ʔó                 | wő             | wó                  | wó                 | húò               | wò           |
| intestins          | nzā̰                | nzā ~ nzā̰      | kú-nzā ~ kɔ́-nzā     | njā                | nzá               |              |
| je                 | mā                 | mā             | má                  | mā                 | mā                | rá           |
| jumeaux            | ngbɔ́ɔ̀í; mókō; kódà | múò            | múkō                | múkó; yèyē         |                   |              |
| lancer, jeter      | ɓō; mbù            | mbù; kpīlì     | mbù                 | kpīì; wūù tɛ̄       | bíkè              | sósò         |
| langue (organe)    | mīnī               | mī             | mīlī ~ mēlē         | mīl                | mí                | mí           |
| laver              | vōlò; ɲḛ̀ ~ ɲìɛ̀     | zīè ~ ɲè       | zōò ~ zūò; ɲɛ̀       | jèkè               |                   | zórò         |
| long               | lō; ngɛ́nɛ̄          | ngɛ́- ~ ngé     | lò                  | ngé                | njá               | mòláì        |
| lourd              | tílī               | tí             | tílī                | tíl                | tílì              | títírì       |
| lune               | pɛ̄                 | pɛ̄             | pɛ̄                  | pɛ̄                 | pɛ́                | fɛ́           |
| maison             | tē                 | tītē           | tētē                | ndā                | tí                | kàmbó        |
| manger             | hō̰                 | zō̰             | zɔ̄                  | jō                 | zō                | zózò         |
| marche             | nó̰                 | nó ~ nó̰        | nó̰                  |                    |                   |              |
| marcher            | nō̰                 | nō ~ nō̰        | nō̰                  | nɔ̄ɔ̀ ~ nɔ̄lɔ̀         | ɗɔ́lɔ̀              | nónò         |
| mauvais (être)     | sītì               | si̋             | sísī; nzɛ̄lɛ̀         |                    |                   |              |
| mère               | ʔí; kánà           | ʔi̋ɲɛ̀           | ʔíyā; ʔí            | ɲúā; ɲá            | hí                | ní           |
| montagne           | kéngá; kàlà        | kàlà; tà       | tà                  | kēngā              | tá                | tà           |
| mordre             | nɔ̄mò̰               | nōmò̰ ~ nō̰mò̰    | nɔ̄mɔ̀                | ɲōmò               | nómò              | zózò         |
| mortier            | ɓùkà               | kótó           | ɲí-ɓòkà             | kìngìlī            | kùlúbɛ̀            | kìngírì      |
| mouche             | ngùngù             | ngűngù         | ngúngù              | ngì                | bògúmù            | bòkúmú       |
| mourir             | kpī                | kpī            | kpī                 | kpī                | kpí               | kpíkpì       |
| ne...pas           | dē; lē; síō; kɔ̄    | yáā; ˀlē       | dē; kɔ̄; só          | dē                 |                   | dɛ́           |
| neuf, nouveau      | tɔ̄                 | bɛ̄; tɔ̄         | tɔ̄                  | tɔ̀tɔ̄               |                   | ndàtítínè    |
| nez                | hṵ̄                 | ɲō̰             | ʔō̰; ŋʷū             | ɓàngà              | wó                | gò           |
| noir               | bī; bìbī; pí       | bìī-bī         | bītò; bìbī          | bìbī               | bèlè              | bírè         |
| nom                | ʔēlē               | ʔē             | yēlē                | ʔē                 | lé                | írí          |
| nombreux (être)    | bīà ~ bìbíà; wūlà  |                | būlà                | būà                |                   |              |
| nombril            | mòɲà               | mòɲà           | mùɲà; sà-nzā        | mòɲà               | ná                | nà           |
| nous               | ʔāóò               |                | yā                  | ngā                | yā                | dìní         |
| nuit               | bìtì               | bī ~ bìtì      | bíkè                | bìtì; pítìmà       | sùkpɛ́             | bítì         |
| œil                | zì-là              |                | là                  |                    | jǐlà              | jíà          |
| œuf                | pālā               | pā             | pālā                | pā; pàpālā         | pālā              | fárá         |
| oiseau             | nū                 | nū             | nū                  | nū                 | ɗú                | lò           |
| oncle maternel     | nɔ̄kɔ̄               | nɔ̄             | nɔ̄kɔ̄                | títà               |                   |              |
| ongle/griffe       | kū-nzò-kpā̰         | kű-kpɛ̄; kű-nzò | kūtū-kpā            | kūkpē lɛ̂-kpā       | kùpà              |              |
| oreille            | zḛ̀                 | zḛ̀             | zè                  | jɛ̀                 | jɛ́                | gó-jɛ̀        |
| os                 | kúà                | bēyè           | kúà                 | békè               | běkì              | bíkì         |
| panthère           | sùà                | sūà            | sūà                 | súà                | síyà              | kàmí         |
| peau               | ndàlá              | kòtó           | kótó                | kòtō               | kɔ́                | kɔ̀nɔ̀         |
| père               | mbànà- ~ mbàlà; ʔì | ɲè             | bùbá; ʔàyɛ̀- ~ ʔàɲɛ̀- | ɲɛ̀; dāà; bàbā      | jú                | òbá          |
| personne, gens     | vò                 | vō             | bō                  | bō                 | kpálà             | kpárà        |
| petit              | mbɔ̄; lɛ̀-           | gūō            | tí; mbɛ̀tí           | ɗî; tɛ̂; déké; lɛ̀   | yɛ̀                | ɗɔ́ngīní      |
| peur               | ngùlù; gò̰          | gò̰             | gɔ̀                  | gò                 | cōlō              | cɔ́rɔ́         |
| pied               | nō                 | nō             | nū                  | nō                 | kpáɗù             | lò           |
| pierre/caillou     |                    | ti̋mí           | tíìmí               | tìmī               | tɛ̀mɛ̀              | dá           |
| plaie              | kā; là-kā          | kā; tɛ̄; là-kò  | kā; là-kā           | kā; là-kò          | ká                | ká           |
| planter            | lū; sì             | lū; sì         | lū; sì              | lū                 | lú                |              |
| plein (être)       | sī                 |                | sī                  |                    |                   | cɛ́rɛ̀         |
| pleurer (pleurs)   | kù ngbá            | kù gbá         | kù gbá              | kùgbā              | kúbǎ              | kû-gbá       |
| pluie              | mā                 | mā             | mā                  | mā                 | bá                | ágò          |
| poil/plume         |                    |                |                     | sū-                | sú                | sú           |
| poisson            | sī                 | sī             | sī                  | sī                 | sùngú             | sí           |
| pou                | ngbɛ́ɛ̄              | ʔi̋síì          | kpé                 | sílì; mòɓōlī       | kpɛ́               | sírè         |
| poule              | ngō̰                | ngō̰            | kɔ́kɔ́                | kɔ̄kɔ̄               | ngū               | ngó          |
| pourri (être)      | zì                 | zíkò           | zì                  | jī                 | zī                | zízì         |
| prendre            | hā                 | zā             | zā                  | jā; ʔì; ōkòà       | hā                | zázà         |
| profond (être)     | dūkà̰               | bùbùū          | tīpà                | ngé                |                   | ngīlīmā      |
| puiser             | sḛ̀                 | sḛ̀ ~ sè        | sḛ̀                  | sɛ̀; tēmbòà         |                   |              |
| quatre             | gbīānā             | bàānā          | ɓùānā ~ ɓɔ̀nā        | bànā               | bádá              | bálá         |
| queue              | sɔ̄                 | ngámbē         | sɔ̄                  | sɔ̄-mū              | sɔ́                | sɔ́           |
| qui ?              | là                 | là             | málà                | là                 | kɔ̀ dà             | nɛ̂-dà        |
| quoi ?             | ʔḭ̄                 | nḭ̄             | míī                 | ɲē                 | kɔ̀ ní             | nɛ̄-ʔɛ́nɛ̀      |
| racine             | sīā̰                | sīē            | sīā                 | sīē; lī            | síyɛ̀              | sī           |
| respirer           | wɔ̄                 | wɔ̀             | wɔ̀                  | wɔ̀                 | wɔ́                | wáwà         |
| rester, être assis | dō kótó            | dó dőló        | dō kótó             | dòtō mòsìkì        | dò                | ngbóngbò     |
| rire               | mɔ̄ zɔ̄              | mɔ̄ ~mō zɔ̀      | mɔ̀ zɔ̄               | mù jɔ̄              | mòzò              | mô-zó        |
| rosée              | gàgà; ɲḛ́           | ɲē ~ ɲɛ̄        | mbómbóló            | ɲɛ̄                 |                   |              |
| rouge              | ngɛ̄lɛ̄              | nzɛ̄nɛ̄; ngɛ̀ngɛ̄  | gbàgbā              |                    | mbɛ́               | dīdīkī       |
| sable              | kɛ́nzɛ́; mbūtū       | mbàngà; bűtù   | sékèlè              | kɛ̄njɛ̄              | síkɛ̀              | sîkì         |
| sagaie             | dō̰                 | mbēngà         | ɓàlèngà; dɔ̄         | mbéngà             | māndāmbī          | lìkùngá      |
| saison sèche       | yáká               | yá             | yáká                | yākā               | kàlángà           | gárá         |
| saison des pluies  | búlá               | pèlà           | zōngō               | sɔ̄kɔ̀-mā            | dɔ́bɔ̀              | ndɔ́bɔ́        |
| sang               | nzḛ̄                | nzḛ̄            | nzɛ̄                 | njɛ̄; māndā         | ngɔ́tɛ́             | ngɔ́tɛ́        |
| sec (être)         | ʔōlò; kálá; sū     | ʔōò; káká      | wōlò; kálá; sū      | ʔōò                | ʔólò              | ʔóʔōrò       |
| sein               | kà̰                 | kà̰             | kà; kōkpā           | kà                 |                   | òsá-tò       |
| sel                | tò̰; mò̰ngɔ̀à̰         | tò̰             | tɔ̀                  | tò                 | ngútù             | ngótò        |
| semence/graine     | ngùà; lé           |                | lé                  |                    |                   | tērríà       |
| sentir (intr.)     | sḛ̀                 | sḛ̀             |                     |                    | sɛ̌                |              |
| serpent            | kpó̰nō̰              | kpó̰            | kpɔ́nɔ̄               | kpóló              | kpólò             | kpɔ́rrò       |
| soleil             | ɓáì                | bāù            | ɓáì                 | bàkɔ̀               | lá                | rrà          |
| souffler           | ʔūlù; fò           | ʔū             | wūlù; pīpà          | ʔūù                | úlù               | ʔúʔūrrù      |
| sucer              | nā; lɔ̄kɔ̀           | nā             | nā                  | njūnjà             | njú               | lálà         |
| sucré (être)       | mbɛ́nɛ́; mínī        | mbélè          | mbɛ́nɛ́               | lɔ̄kɔ̄lɔ̄kɔ̄           |                   | tótórò       |
| termite            | bà̰                 |                | káàló               | bàndī              | bá                | bā           |
| terre, sol         | tó                 | tó             | tó                  | tóló               | dɔ̀tɔ̀              | tó           |
| tête               | nzò                | nzò            | nzò                 | njò                | njú               | njò          |
| téter              | ʔà̰ kà̰              | ʔā̰ kà̰          | nzò ngó-kà          | njō kà             | njúkà             | lâ kà        |
| tomber             | tè                 | tē             | tē                  | tē                 | té                | tétè         |
| tortue             | kùndá              | kùndá          | kùndá               | kùndā              | kùkùndá           | kùndá        |
| tous, tout         | gbó                | kpá            | kóḛ́ ~ kúɛ́           | kɔ̀pɛ̄; pɛ̄           | hánà              |              |
| tousser            | kɔ̀ kɔ̌tì            | kɔ̀             | kɔ̀ gbàkpé           | kɔ̄tùɓà             |                   |              |
| tranchant          |                    |                |                     |                    |                   |              |
| tranchant (être)   | zḛ̄                 | sɛ́             | zā                  | sɛ́                 |                   |              |
| transpercer        | tōlò; gɔ̄lɔ̀         | tō; tō         | gōò; sò             | tēkè; dō           | dó dò             | sósò         |
| travail            | bìlí               | bìà            | tīmā                | bèlà               |                   | tîmá         |
| trois              | ɓātà               | bālà           | ɓōātà ~ ɓɔ̄tà        | bātà               | bǎtā              | bátà         |
| trou               | dú; bù; yōkō       | bù             | bù                  | bù; yūkō; kùkū     | dú                | dú           |
| tu                 | mò̰                 | mò̰             | mù                  | mò                 | mù                | dɛ́-mɔ̀        |
| tuer               | mōlò               | mōò            | mōlò                | mōò                | bólò              | mómōrrò      |
| un                 | kpáàkɔ́             | kpóì           | kpókà               | kpódē              | bǐnī              | bírì         |
| urine              | síō̰                | ső̰             | ngísɔ̄               | síó                | síngínī           | ngósò        |
| venir              | dɔ̄                 | gɔ̄ mó̰          | dɔ̄                  | dɔ̄                 | gɔ̀                | nónò         |
| vent               | pìpà; pɛ̀pù         | wɔ̋wù           | pìpà                | lìwɛ̀wɛ̀             | ā-mví             | gífì         |
| ventre             | bū                 | bū             | nzā                 | bū                 | bú                | gúfù         |
| viande/chair       | sɔ́                 | sɔ́             | sɔ́                  | sɔ́                 | mbīlīkā; nó       | sɔ́           |
| village            | gbā̰                | gbā̰            | ngbā                | gbā                | kûtí              | bàlíá        |
| voir               | ʔɛ̄lɛ̀; mū           | mū             | yɛ̄lɛ̀; mū            | mū                 | ú                 | wúwù         |
| voler (oiseau)     |                    |                |                     | wūù                | úlù               | kɔ́kɔ̄fò       |
| voler, dérober     | zì                 | zì             | zì                  | jī                 | zíyɛ́              | zízì         |
| vomir              | zīɛ̀                | zīɛ̀            | zēè                 | jīè                | zǐyɛ̀              | zízì         |
| vouloir            | yē                 | yē             | yē                  | yē                 |                   |              |
| vous               | ʔī                 | ʔī             | yī                  | ʔī; yī             | yī                | dì-í         |